# Carolina Araújo

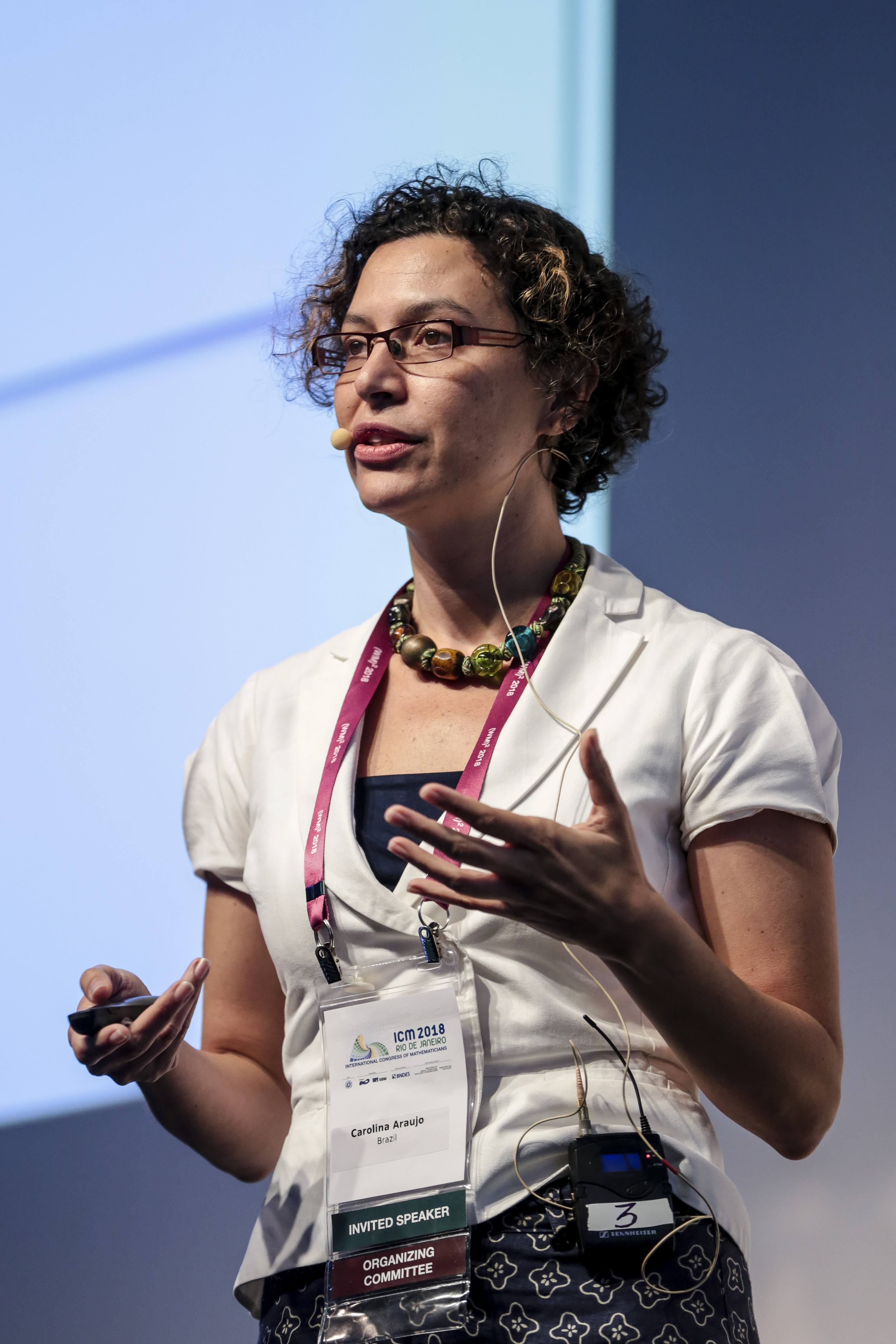
Carolina Araújo auf dem Internationalen Mathematikerkongress 2018

 Carolina Bhering Araújo  (* 5. September 1976 in Niterói, Brasilien) ist eine brasilianische Mathematikerin.

## Leben und Werk
Araújo schloss 1998 das Mathematikstudium an der Päpstlichen Katholischen Universität von Rio de Janeiro ab. 2004 promovierte sie an der Princeton University in New Jersey bei János Kollár (The Variety of Tangents to Rational Curves). Seit 2006 arbeitet sie als Forscherin und Lehrerin am Postgraduiertenprogramm am Instituto de Matemática Pura e Aplicada in Rio de Janeiro. Sie ist spezialisiert auf algebraische Geometrie, einschließlich birationaler Geometrie, mit der die Struktur algebraischer Varietäten klassifiziert und beschrieben werden soll. Während und nach ihrer Promotion entwickelte sie Techniken im Zusammenhang mit der von dem japanischen Mathematiker Shigefumi Mori vorgeschlagenen Theorie rationaler Kurven von minimalem Grad, die sie 2008 veröffentlichte. 2008 gewann sie den L’Oréal Award für Frauen in der Wissenschaft in Brasilien. 2018 war sie Veranstalter und geladene Rednerin auf dem Internationalen Mathematikerkongress in Rio de Janeiro (Positivity and algebraic integrability of holomorphic foliations). Sie leitete das erste Welttreffen für Frauen in der Mathematik im August 2018. Sie war eine der weiblichen Mathematiker, die in der von der Simons Foundation finanzierten Kurzdokumentation Journeys of Women in Mathematics vorgestellt wurden.
Für 2020 wurde Araújo der ICTP Ramanujan Prize zugesprochen.

## Schriften (Auswahl)
- Rationally connected varieties, Summer Research Conference on Algebraic Geometry at Snowbird, 2005
- Rational curves of minimal degree and characterizations of projective spaces, Mathematische Annalen, Band 335, 2006, S. 937–951
- mit S. Druel, S. Kovács: Cohomological characterizations of projective spaces and hyperquadrics, Inventiones Mathematicae, Band 174, 2008, S. 233–253
- Identifying quadric bundle structures on complex projective varieties, Geometriae Dedicata, Band 139, 2009, S. 289–297
- mit Stéphane Druel: Characterization of generic projective space bundles and algebraicity of foliations, Arxiv 2017